# Municipalità locale di Impendle
Impendle è una municipalità locale (in inglese Impendle Local Municipality) appartenente alla municipalità distrettuale di Umgungundlovu della provincia di KwaZulu-Natal in Sudafrica. 
In base al censimento del 2001 la sua popolazione è di 33.572  abitanti.
La sede amministrativa e legislativa è la città di Impendle e il suo territorio si estende su una superficie di 948 km² ed è suddiviso in 4 circoscrizioni elettorali (wards). Il suo codice di distretto è KZN224.

## Geografia fisica

### Confini
La municipalità locale di Impendle confina a nord e a est con quella di uMngeni, a est con quella di Msunduzi, a sud con quelle di Ingwe e Kwa-Sani (Sisonke) e a ovest con il District Management Areas KZDMA43.

### Città e comuni
- Batlokoa
- Boston Taylor's Halt
- Impendle
- Lower Loteni
- Nxamalala
- Polela
- Runnymeade

### Fiumi
- Elands
- Lotheni
- Mgeni
- Mkhomazana
- Nhlathimbe
- Mqatsheni